# Tossal de Sant Marc (Pinell de Solsonès)
|  | Aquest article tracta sobre la muntanya de Pinell de Solsonès. Vegeu-ne altres significats a «Tossal de Sant Marc (Peramola)». |

El Tossal de Sant Marc és una muntanya el vessant nord de la qual es troba al municipi de Bassella, a la comarca de l'Alt Urgell i el cim i la resta de la muntanya al de Pinell de Solsonès, a la comarca del Solsonès.